# María Jesús Moro Almaraz
María Jesús Moro Almaraz, née le 14 mars 1961, est une femme politique espagnole membre du Parti populaire (PP).
Elle est élue députée de la circonscription de Salamanque lors des élections générales de novembre 2011.

## Biographie

### Vie privée
Divorcée, elle est mère d'une fille.

### Études et profession
Titulaire d'un maîtrise et d'un doctorat en droit, elle obtient un poste de professeure titulaire de l'université de Salamanque en novembre 1987 et réalise de la recherche sur des thèmes liés au droit de la famille, au droit patrimonial et aux nouvelles technologies. Directrice d'un groupe de recherche portant sur ces questions, elle a dirigé des cursus de doctorat et rempli les fonctions de secrétaire à l'assistance juridique.

### Députée régionale
Vice-secrétaire à l'Organisation du Parti populaire de Salamanque et secrétaire à la Formation du PP de Castille-et-León, elle postule en deuxième position sur la liste conduite par Alfonso Fernández Mañueco dans la circonscription de Salamanque à l'occasion des élections castillanes de mai 2007. Elle obtient un siège aux Cortes de Castille-et-León après que son parti a remporté sept des onze sièges à pourvoir. Elle est réélue lors des élections suivantes de mai 2011 après avoir concouru en troisième position derrière la future présidente des Cortes, María Josefa García Cirac, et Fernández Mañueco. Elle est alors promue porte-parole adjointe du groupe parlementaire et occupe cette responsabilité jusqu'à sa démission le 1er décembre suivant du fait de son élection au Congrès des députés. Le siège laissé vacant revient à Purificación Pozo.

### Députée nationale
Elle est, en effet, investie en troisième position sur la liste présentée par le parti et emmenée par Gonzalo Robles Orozco lors des élections générales de novembre 2011 dans la circonscription de Salamanque. Le score historique de 60 % des voix permet au parti de faire élire trois de ses représentants dans cette circonscription où quatre sièges sont en jeu. Elle indique alors vouloir « travailler avec un pied à Salamanque et l'autre à Madrid ». Membre de la commission de la Justice et de la commission du Suivi et de l'Évaluation des accords du pacte de Tolède, elle est choisie comme porte-parole titulaire des élus PP à la commission de l'Éducation et du Sport,. En mai 2012, elle est désignée par Juan Vicente Herrera pour intégrer l'équipe d'Antonio Silván, responsable de l'Organisation du PP de Castille-et-León.
Elle est remontée à la deuxième place derrière José Antonio Bermúdez de Castro en vue des élections parlementaires de décembre 2015, ce qui lui permet de conserver son mandat de députée,. Durant la brève législature, elle quitte ses responsabilités de porte-parole à la commission de l'Éducation pour exercer les mêmes missions à la commission de la Justice ; en plus d'intégrer la commission de la Culture et celle relative à la Sécurité routière et aux Déplacements durables,. Elle est confirmée dans ses responsabilités après la tenue du scrutin législatif anticipé de juin 2016 et présente des mesures visant à établir un nouveau système d'élection des membres du Conseil général du pouvoir judiciaire (CGPJ), une limitation des délits susceptibles de voir leur peine graciée et une restriction de la protection judiciaire (en espagnol : aforamiento) des parlementaires et certains hauts-fonctionnaires,,.
Elle soutient Soraya Sáenz de Santamaría lors du 19e congrès du Parti populaire de juillet 2018.